# Hipsometr

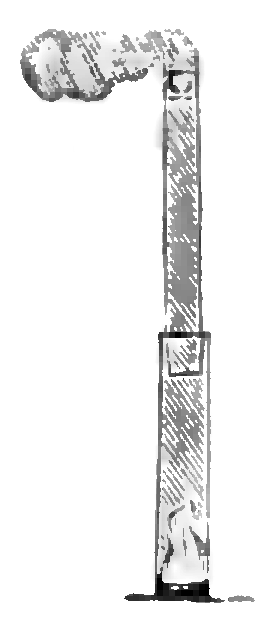
Rysunek hipsometru z M. Arcta, Słownik ilustrowany języka polskiego - Tom 1

Hipsometr (termobarograf) – przyrząd do pomiaru ciśnienia, wykorzystuje on zależność temperatury wrzenia wody od ciśnienia. Przyrząd składa się z naczynia, w którym wrze woda destylowana, oraz termometru mierzącego temperaturę pary powstającej w wyniku wrzenia. Pomiar temperatury pary umożliwia wyznaczenie temperatury wrzenia wody z dokładnością do 0,05 K, a bezpośrednie zanurzenie termometru we wrzącej wodzie z dokładnością 0,1 K
Przyrząd był używany do wyznaczania wysokości nad poziomem morza (hipso), o czym pisze Michał Arct w wydanym w 1916 roku Słownika ilustrowanego języka polskiego:

Hipsometr, gr., przyrząd, służący zamiast barometru do mierzenia wysokości danego punktu na powierzchni ziemi, polegający na zasadzie, że woda wre w temperaturze tym niższej, im pod mniejszym znajduje się ciśnieniem (fig.).